# Runaway (Fernsehserie)
Runaway (Originaltitel: Kaçış) ist eine türkische Serie, die von O3 Medya und Same Film für die Walt Disney Company umgesetzt wurde. In der Türkei fand die Premiere der Serie am 14. Juni 2022 als Original durch Disney+ via Star statt. Im deutschsprachigen Raum erfolgte die Erstveröffentlichung der Serie am 4. Januar 2023 durch Disney+ via Star.

## Handlung
Der Kriegsfotograf Mehmet und eine Gruppe von Journalisten überschreiten heimlich die Grenze, um in einem jesidischen Dorf verbrecherische Ereignisse zu dokumentieren und Recherchen durchzuführen. Jedoch geraten sie während einer Razzia in die Hände einer radikalen, terroristischen Organisation. Fortan zeigt die Serie die Verstrickungen, Verbrechen und Fluchtgeschichten, die sich im Hintergrund grausamer Taten abspielen.

## Besetzung und Synchronisation
Die deutschsprachige Synchronisation entstand nach den Dialogbüchern von Gabi Voussem und Christian Langhagen sowie unter der Dialogregie von Tayfun Bademsoy durch die Synchronfirma Hermes Synchron in Potsdam.
| Rolle         | Schauspieler      | Synchronsprecher     |
| ------------- | ----------------- | -------------------- |
| Mehmet Yücel  | Engin Akyürek     | Daniel Fehlow        |
| Zeynep Karaca | İrem Helvacıoğlu  | Nurcan Özdemir       |
| Ebu Zalim     | Aziz Çapkurt      | Georgios Tzitzikos   |
| İlker Lalik   | Onur Bay          | Julian Tennstedt     |
| Nevi          | Leyla Tanlar      | Betty Förster        |
| Fadıl         | Aras Aydın        | Karim Chamlali       |
| Ebu Abidin    | Levent Ülgen      | Husam Chadat         |
| Ayşe          | Dilan GeZaza      | Özge Kayalar         |
| Noah          | Adem Yılmaz       | David Brizzi         |
| İsmail        | Erkan Kabakçıoğlu | Hanns-Jörg Krumpholz |
| Memduh        | Mehmet Yaşiru     | Michael Tietz        |
| Rahman        | Nazmi Akyüz       | Gabriel Merz         |
| Ahmet         | Taha Bora Elkoca  | Imme Aldag           |
| Musaf         | Serkan Genç       | Thomas Schmuckert    |
| Serkan        | Mehmet Ali Gümüş  | Mario Klischies      |
| Seyfi         | Serdal Genç       | Jörg Pintsch         |
| John          | Mert Özbek        | Gedeon Burkhard      |
| Pelin         | Hilal Arda        | Karina Klüber        |
| Mihri         | Erva Ada Vural    | Nina Schatton        |
| Cemal         | Muhammed El Şama  | Tilmar Kuhn          |
| Robert        | Özgür Çevik       | Christian Intorp     |
| Alter Mann    | Mehmet Atılay     | Alexander Hauff      |

## Episodenliste
| Nr. | Deutscher Titel | Originaltitel        | Erstveröffentlichung (Türkei) | Deutschsprachige Erstveröffentlichung (D/A/CH) | Regie             | Drehbuch     |
| --- | --------------- | -------------------- | ----------------------------- | ---------------------------------------------- | ----------------- | ------------ |
| 1 | —               | Dönüş Yok            | 14. Juni 2022                 | 4. Jan. 2023                                   | Yağız Alp Akaydın | Ali Doğançay |
| Der talentierte, aber bisher erfolglose Fotograf Mehmet Yücel entscheidet sich dazu, mit einer Gruppe deutscher Journalisten die türkische Grenze zu überqueren, um die Zustände auf der anderen Seite zu dokumentieren. Kurz nach ihrer Ankunft in einem Jesidendorf überfällt eine in der Gegend umtriebige Terrorgruppe das Dorf und nimmt alle außer Mehmet gefangen. Während das Dorf dem Erdboden gleichgemacht wird, bleibt Mehmet in einem Versteck in den Bergen unentdeckt allein zurück. Er muss einen Weg finden, wieder in die Türkei zu gelangen. |                 |                      |                               |                                                |                   |              |
| 2 | —               | Ölmekten Beter       | 22. Juni 2022                 | 4. Jan. 2023                                   | Yağız Alp Akaydın | Ali Doğançay |
| Mehmet nimmt die Identität des militanten Rahman an, der bei dem Überfall auf das Dorf ums Leben kam, und macht sich auf den Weg in die Türkei. Zeynep, İlker und Noah befinden sich jetzt in der Hand der radikalen Gruppe. Ebu Zalim möchte Zeynep von der Gruppe trennen, doch die heimlich in ihn verliebte Fatima will sie beseitigen. Zeynep landet auf dem Sklavenmarkt und soll dort verkauft werden. İlker und Noah stehen kurz vor ihrer Exekution. Mehmet ist erschöpft von seinem langen Marsch und verliert das Bewusstsein. Er wird von Anhängern der radikalen Organisation gefunden. Als Mehmet wieder die Augen öffnet, wird ihm klar, dass er sich mitten im Zentrum der Radikalen befindet, nicht in der Türkei. Er sitzt in der Klemme.                                                              |                 |                      |                               |                                                |                   |              |
| 3 | —               | Kurtuluş Bileti      | 29. Juni 2022                 | 4. Jan. 2023                                   | Yağız Alp Akaydın | Ali Doğançay |
| Mehmet gibt sich als Mitglied der militanten Gruppe aus und versucht, ihr Vertrauen zu gewinnen. In seinem Versuch, Noah zu retten, unterbreitet er der Gruppe eine Idee. Als Ebu Zalim erfährt, dass Zeynep zum Sklavenmarkt gebracht wurde, ergreift er sofort Maßnahmen, doch stößt dabei auf unvorhergesehene Schwierigkeiten. İlker sieht auf den Minenfeldern seinem sicheren Tod entgegen. Mehmet denkt, Noahs Leben gerettet zu haben, als etwas Unerwartetes passiert. |                 |                      |                               |                                                |                   |              |
| 4 | —               | Kim Olduğunu Biliyor | 6. Juli 2022                  | 4. Jan. 2023                                   | Yağız Alp Akaydın | Ali Doğançay |
| Nach allem was passiert ist, verliert Mehmet die Hoffnung. Zeynep vollbringt einen Drahtseilakt zwischen Leben und Tod. Bei seinem Versuch, Zeyneps Verbleib herauszufinden, erregt Mehmet Fadıls Aufmerksamkeit. Anscheinend gibt es einen Spitzel an der Spitze der Organisation. Ebu Zalim begibt sich auf die Jagd nach dem Verräter. Mehmet findet etwas Unerwartetes über Rahman heraus: Er steckte hinter der Planung des Anschlags auf Istanbul, die Mehmet jetzt zwangsläufig übernehmen muss. Fadıl überrascht Mehmet mit einer jesidischen Sklavin namens Nevi, die schweigt wie ein Grab. |                 |                      |                               |                                                |                   |              |
| 5 | —               | Şeytan Sofrası       | 13. Juli 2022                 | 4. Jan. 2023                                   | Yağız Alp Akaydın | Ali Doğançay |
| Mehmet ist Nevi gegenüber misstrauisch und befürchtet, dass seine wahre Identität enthüllt werden könnte. Kurze Zeit später macht Mehmet eine Erfahrung, die ihn nachhaltig prägen wird. Zeynep kommt allmählich wieder zu Kräften, ist aber weiterhin Zeugin dessen, was mit den Frauen in der Region widerfährt. Ebu Zalim ist Zeynep auf den Fersen und steht ebenfalls kurz davor, herauszufinden, wer der Verräter ist. Mehmet ist im Begriff, enttarnt zu werden. |                 |                      |                               |                                                |                   |              |
| 6 | —               | Bir Ölü, Bir Diri    | 20. Juli 2022                 | 4. Jan. 2023                                   | Yağız Alp Akaydın | Ali Doğançay |
| İlker hat wie durch ein Wunder überlebt, allerdings ist es nicht spurlos an ihm vorübergegangen und er ist nicht mehr er selbst. Mehmet versucht Geld aufzutreiben, um Zeynep vor dem Sklavenmarkt zu retten. Ebu Zalim erfährt, dass der Kommandant Zeynep weggegeben hat. Fatima soll für ihn herausfinden, an wen sie verkauft wurde. Unter der Führung von Ebu Zalim wächst die Vormachtstellung der Organisation, die inzwischen nicht einmal mehr vor Überfällen auf Gebiete mit historischen Artefakten zurückschreckt. Mehmet dokumentiert diese Aktionen weiterhin und wird dabei Zeuge, wie Menschen sterben. Widerwillig versteckt er die von ihm gefundene Beute. Mehmet will Zeynep retten, doch der gutherzige junge Ahmet, der Mehmet in den vergangenen Wochen begleitet hat, wird angeschossen.         |                 |                      |                               |                                                |                   |              |
| 7 | —               | Adım Nevi            | 27. Juli 2022                 | 4. Jan. 2023                                   | Yağız Alp Akaydın | Ali Doğançay |
| Mehmet und İlker treffen aufeinander. Mehmet ist außer sich vor Freude, dass İlker am Leben ist, doch dieser ist nicht mehr er selbst. Sie planen ihre gemeinsame Flucht, doch kurz davor findet Mehmet heraus, dass Zeynep bei dem Mann wohnt, für den İlker arbeitet. Mehmet will nicht ohne Zeynep fliehen, doch İlker will nicht länger warten und macht sich alleine auf. Ebu Zalim findet heraus, wer der Verräter ist. Mehmet erfährt am nächsten Morgen, dass İlker bei seinem Fluchtversuch erwischt wurde. |                 |                      |                               |                                                |                   |              |
| 8 | —               | Özgürlüğe Yüz Metre  | 3. Aug. 2022                  | 4. Jan. 2023                                   | Yağız Alp Akaydın | Ali Doğançay |
| Mehmet hat damit begonnen, seinen großen Fluchtplan zu erarbeiten. Wenn alles planmäßig läuft, flieht er in die Türkei. Zeynep sucht nach Hinweisen auf den Aufenthaltsort ihrer Schwester und findet dabei heraus, wieso Ebu Zalim hinter ihr her ist. Ihre Schwester war eine Gefangene Ebu Zalims, die ihm entkommen konnte. Mit Mehmets Hilfe gelingt es Ebu Zalim, den Hochverrat seitens Ebu Abidin gegenüber der Organisation aufzudecken und ihn zur Rechenschaft zu ziehen. Mehmet sieht seine Chance gekommen und setzt seinen Plan in die Tat um. Er befreit Zeynep aus Ebu Zalims Haus und macht sich mit den anderen auf den Weg. Nach einer langen Reise kommen sie in die Nähe der Grenze, doch Mehmet ahnt nicht, dass Ebu Zalim ihnen auf den Fersen ist und sie am Überqueren der Grenze hindern will. |                 |                      |                               |                                                |                   |              |